# 지청 (일본)
지청(일본어: 支庁, 시초)은 일본의 도도부현 지사의 권한에 속하는 사무를 하기 위해 필요한 지역에 지방자치법 155조 조례에 의해 설치되는 지방 종합 현지 기관을 말한다. 또한 그 관할 지역 자체를 가리키는 경우도 있다.

## 같이 보기
- 행정 구역
- 도시 지역